# Pozzolo Formigaro
Pozzolo Formigaro (piemontiul: Posseu) település Olaszországban, Piemont régióban, Alessandria megyében. Lakosainak száma 4506 fő (2023. január 1.). Pozzolo Formigaro Bosco Marengo, Novi Ligure, Tortona, Villalvernia és Cassano Spinola községekkel határos.

## Népesség
A település lakossága az elmúlt években az alábbi módon változott:
| Lakosok száma | 4758 | 4690 | 4506 |
|               | 2017 | 2018 | 2023 |